# Miellin
Miellin est une ancienne commune française située dans le département de la Haute-Saône, en région Bourgogne-Franche-Comté.
Le 1er janvier 2017, elle fusionne avec Servance pour former la commune nouvelle de Servance-Miellin dont elle devient une commune déléguée.

## Géographie

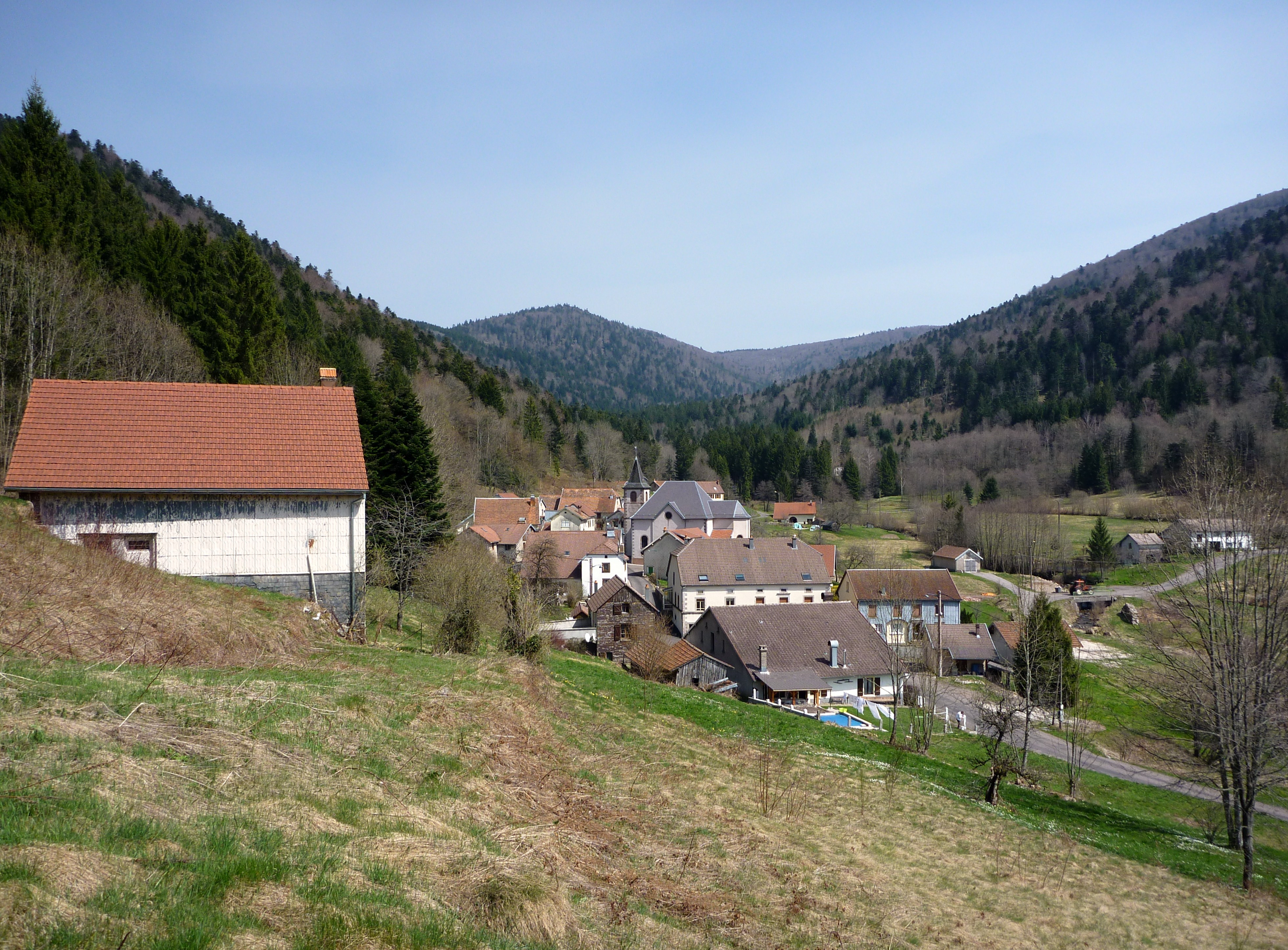
La vallée de Miellin.

Miellin, village tout en longueur, se situe dans la vallée de la Doue de l'Eau, un affluent de l'Ognon, à 6,5 km à l'est et au-dessus de Servance, dans le parc naturel régional des Ballons des Vosges. Une petite route de forêt la relie également à Belfahy, la commune la plus élevée de Haute-Saône (via le col des Chevrères), et une autre à Haut-du-Them-Château-Lambert.

### Hameaux
La commune a un centre autour de l'église et compte plusieurs petits hameaux qui se répartissent au fond de la vallée : la Forge, le champ de la Grange, les Cardots, les Frechins, le Damont et sur ses flancs les Perrigueys, les Landres du Dessus et du Dessous.

## Histoire
Le village de Miellin s‘est formé en 1111 autour d’une petite chapelle romane. Après quelques siècles d’évolution, Miellin a été rattachée au royaume de France sous Louis XIV par la paix de Nimègue en 1678.
Partie de Servance, Miellin fut érigé en commune le 11 avril 1821.
Au XIXe siècle, la vie de Miellin s'articulait autour de l'extraction du granit. D'importantes carrières fournissaient des pierres de très bonne qualité, qui étaient ensuite travaillées à la graniterie du Pont de Miellin, fondée en 1835.
De ces carrières ont été extraites le piédestal du tombeau de Napoléon aux Invalides, des colonnes de l'Opéra Garnier de Paris, des colonnes de Notre-Dame de la Garde de Marseille, et même le socle d'un monument péruvien.
Ces carrières ont fermé au début de la Seconde Guerre mondiale, mais sont toujours visibles.
De mi-1939 à fin 1941, Miellin abrite un camp d'internement français d'environ 600 réfugiés républicains espagnols, essentiellement des femmes et des enfants, au lieudit le Champ de la Grange. En effet, à la suite de la déclaration de la guerre avec l'Allemagne du 3 septembre 1939, le gouvernement français retira les femmes et enfants réfugiés espagnols des villes et villages qui les avaient recueillis au moment de la Retirada en janvier 1939, pour les interner dans les camps de concentration existants ou en créant de nouveaux centres comme celui de Miellin,.
La commune a reçu la croix de guerre 1939-1945 à l'issue de la guerre. En effet, à la fin de la Seconde Guerre mondiale, le village fut bombardé par les armées nazies pendant 52 jours, blessant ou tuant 10 % de ses 200 habitants et détruisant 59 des 75 maisons, avant d'être libéré le 22 septembre 1944. Il lui fallu une dizaine d'années pour effectuer sa reconstruction.
La commune de Miellin fusionne avec celle de Servance pour former la commune nouvelle de Servance-Miellin le 1er janvier 2017.

## Politique et administration

Carte départementale représentant en rouge la communauté de communes de la haute vallée de l'Ognon.

### Rattachements administratifs et électoraux
La commune fait partie de l'arrondissement de Lure du département de la Haute-Saône, en région Bourgogne-Franche-Comté. Pour l'élection des députés, elle dépend de la deuxième circonscription de la Haute-Saône.
Elle fait partie depuis sa création en 1821 du canton de Mélisey. Dans le cadre du redécoupage cantonal de 2014 en France, ce canton s'est agrandi, passant de 13 à 34 communes.

### Intercommunalité
La commune fait partie de la communauté de communes de la haute vallée de l'Ognon, intercommunalité créée au 1er janvier 2004.

### Liste des maires

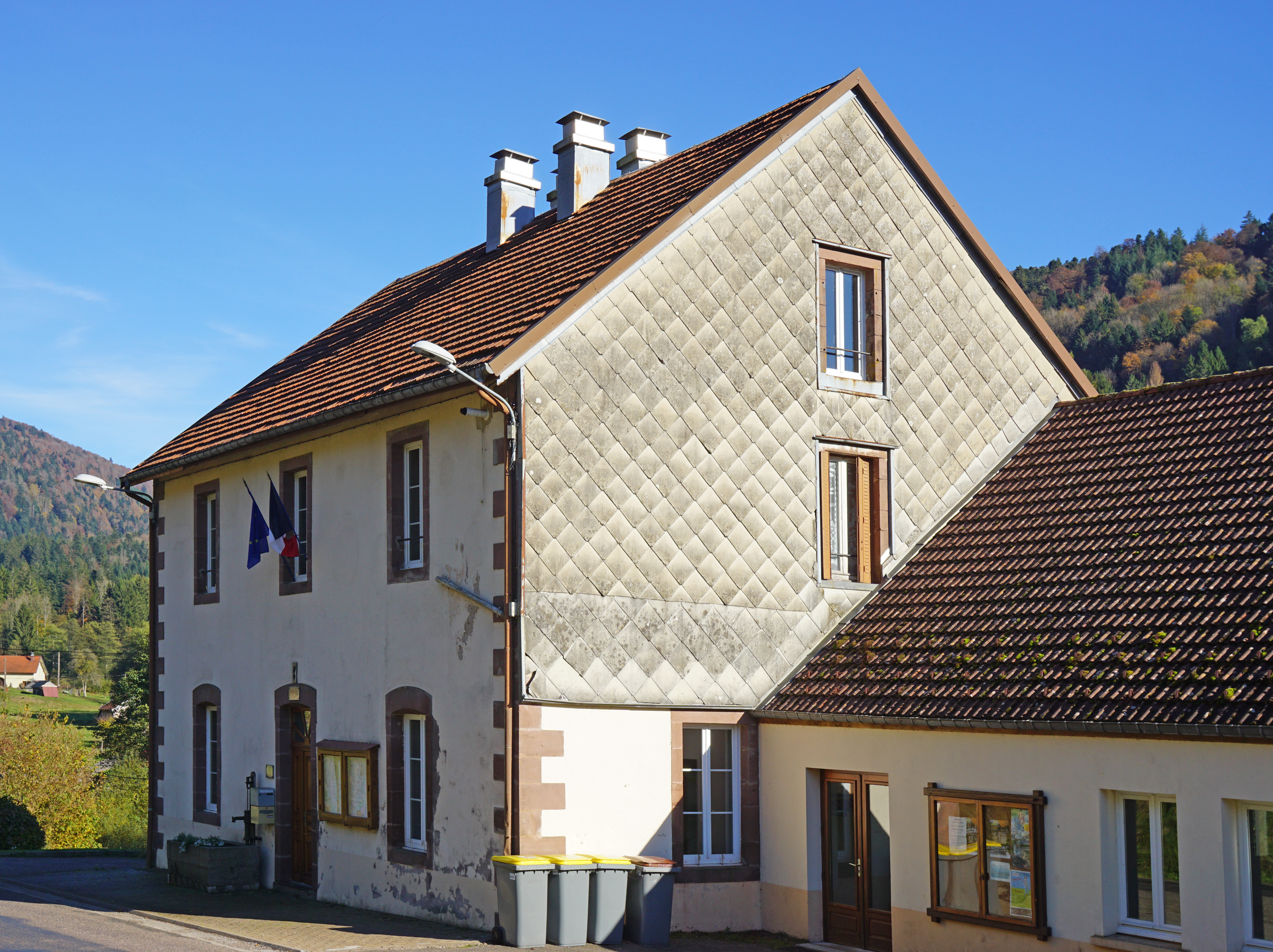
La mairie de Miellin.

| Période                                  | Période                            | Identité           | Étiquette | Qualité |
| ---------------------------------------- | ---------------------------------- | ------------------ | --------- | ------- |
| Les données manquantes sont à compléter. |                                    |                    |           |         |
| mars 2001                                | mars 2008                          | Gilberte Poulmar   |           |         |
| mars 2008                                | 2014                               | Yves Bonnet        |           |         |
| 2014                                     | janvier 2017 (fusion des communes) | Jean-Claude Tachet |           |         |

| Période      | Période | Identité           | Étiquette | Qualité |
| ------------ | ------- | ------------------ | --------- | ------- |
| janvier 2017 |         | Jean-Claude Tachet |           |         |

### Finances locales
En 2015, les finances communales était constituées ainsi :
- total des produits de fonctionnement : 108 000 €, soit 1 352 € par habitant ;
- total des charges de fonctionnement : 88 000 €, soit 1 101 € par habitant ;
- total des ressources d’investissement : 15 000 €, soit 186 € par habitant ;
- total des emplois d’investissement : 51 000 €, soit 632 € par habitant ;
- endettement : 89 000 €, soit 1 116 € par habitant.

Avec les taux de fiscalité suivants :
- taxe d'habitation : 16,83 % ;
- taxe foncière sur le bâti : 11,26 % ;
- taxe foncière sur les propriétés non bâties : 60,15 % ;
- taxe additionnelle à la taxe foncière sur les propriétés non bâties : 58,19 % ;
- cotisation foncière des entreprises : 14,23 %.

## Population et société

### Démographie
L'évolution du nombre d'habitants est connue à travers les recensements de la population effectués dans la commune depuis 1831. À partir du 1er janvier 2009, les populations légales des communes sont publiées annuellement dans le cadre d'un recensement qui repose désormais sur une collecte d'information annuelle, concernant successivement tous les territoires communaux au cours d'une période de cinq ans. 
Pour les communes de moins de 10 000 habitants, une enquête de recensement portant sur toute la population est réalisée tous les cinq ans, les populations légales des années intermédiaires étant quant à elles estimées par interpolation ou extrapolation. Pour la commune, le premier recensement exhaustif entrant dans le cadre du nouveau dispositif a été réalisé en 2004,.
En 2014, la commune comptait 73 habitants, en évolution de −8,75 % par rapport à 2009 (Haute-Saône : −0,35 %, France hors Mayotte : +2,49 %).
| 1831 | 1836 | 1841 | 1846 | 1851 | 1856 | 1861 | 1866 | 1872 |
| ---- | ---- | ---- | ---- | ---- | ---- | ---- | ---- | ---- |
| 764  | 725  | 729  | 691  | 648  | 544  | 579  | 583  | 604  |

| 1876 | 1881 | 1886 | 1891 | 1896 | 1901 | 1906 | 1911 | 1921 |
| ---- | ---- | ---- | ---- | ---- | ---- | ---- | ---- | ---- |
| 566  | 572  | 581  | 523  | 447  | 442  | 422  | 372  | 334  |

| 1926 | 1931 | 1936 | 1946 | 1954 | 1962 | 1968 | 1975 | 1982 |
| ---- | ---- | ---- | ---- | ---- | ---- | ---- | ---- | ---- |
| 307  | 251  | 211  | 194  | 181  | 182  | 159  | 133  | 99   |

| 1990 | 1999 | 2004 | 2009 | 2014 | - | - | - | - |
| ---- | ---- | ---- | ---- | ---- | - | - | - | - |
| 82   | 82   | 90   | 80   | 73   | - | - | - | - |

### Aire de loisirs
Une aire de loisirs avec table de ping-pong, terrains de tennis et de pétanque, est située derrière la mairie.

### Manifestations culturelles et festivités
Depuis les années 2000 a lieu le « R’viro » (le retour de la fête, en patois) lors du dimanche qui suit celui de la saint Blaise.

## Économie
Il existe à Miellin deux scieries occupant une dizaine de personnes chacune.

## Culture locale et patrimoine

### Randonnées

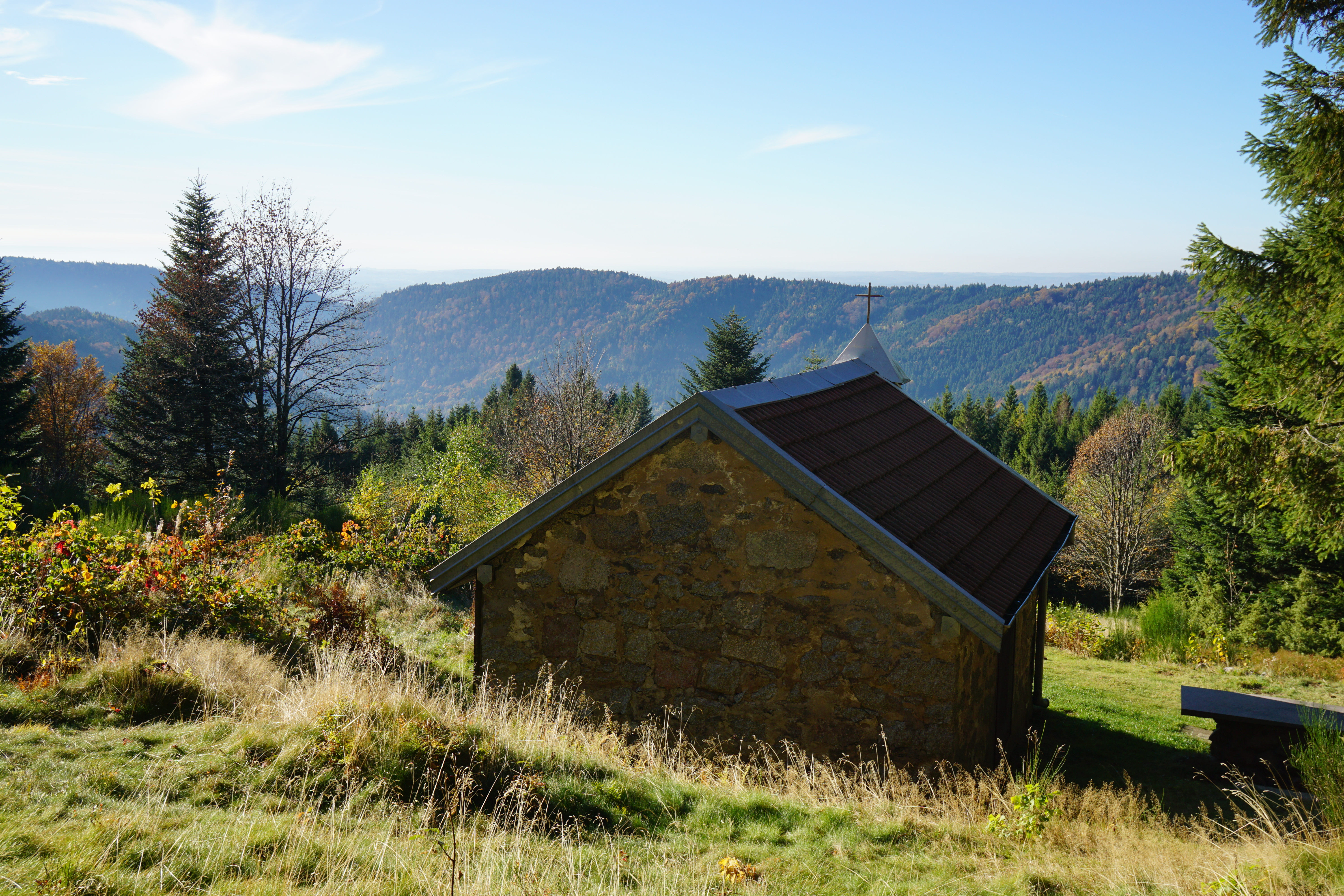
Paysage depuis la chapelle Saint-Blaise.

La meilleure façon de découvrir Miellin et son patrimoine est la randonnée. Deux sentiers sont balisés au départ de l'église. L'un permet notamment de découvrir l'ancienne verrerie, tandis que l'autre mène à la chapelle Saint-Blaise à 900 mètres d'altitude. Ces deux sentiers passent près des anciennes carrières.

### Lieux et monuments
- Chapelle Saint-Blaise

Point culminant de la commune à 900 mètres d'altitude, cette chapelle fut construite en 1822. Elle a remplacé une autre chapelle d'origine inconnue, qui était située une centaine de mètres plus haut.
À proximité de la chapelle se trouve une source connue pour ses propriétés contre les maux de gorge, avec sa devise « Eau de Saint-Blaise, tout mal apaise! ». Elle était autrefois un lieu de pèlerinage très fréquenté. Encore aujourd'hui, un pèlerinage y est organisé chaque lundi de Pentecôte.

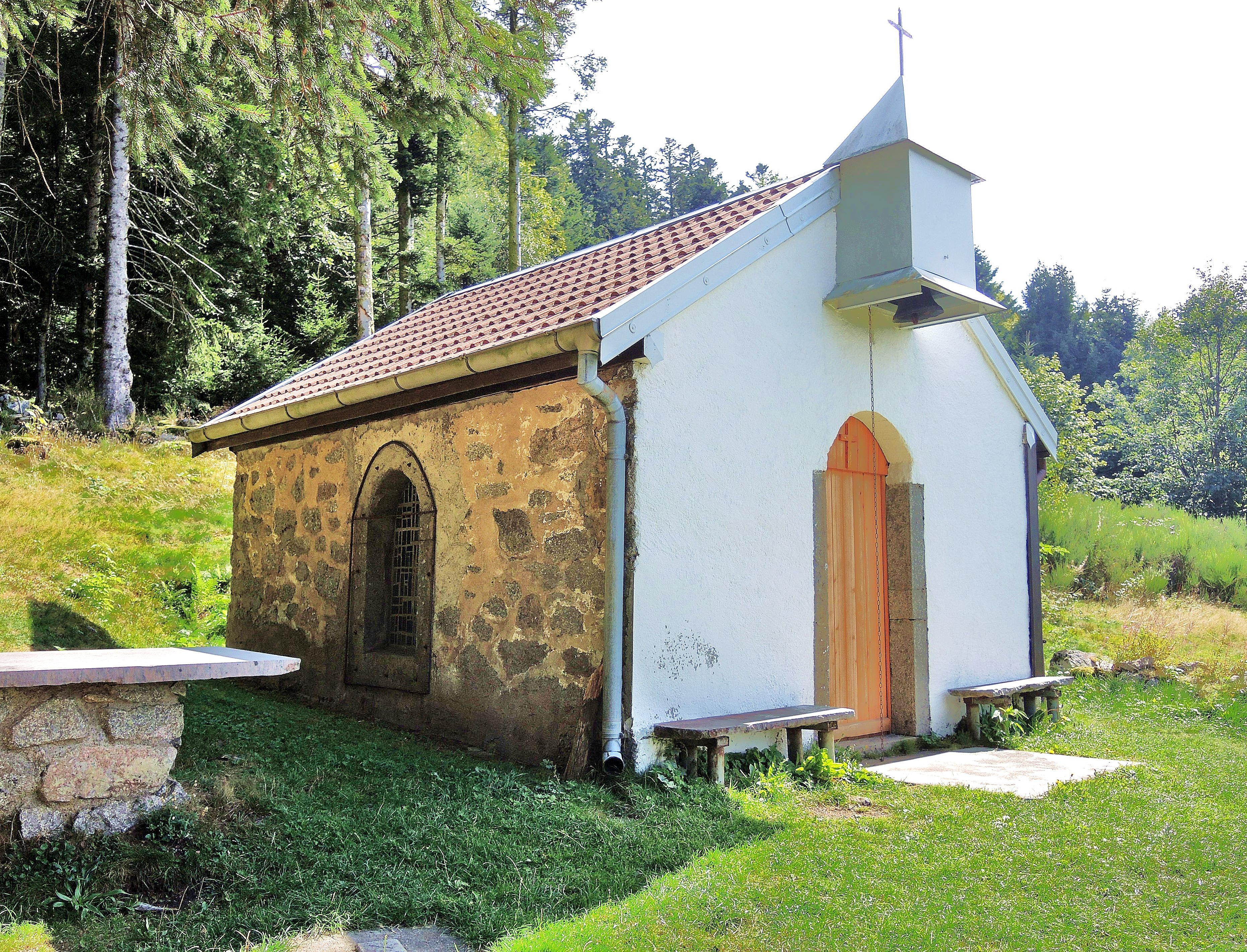
Chapelle Saint-Blaise. Hameau des Landres, Miellin.
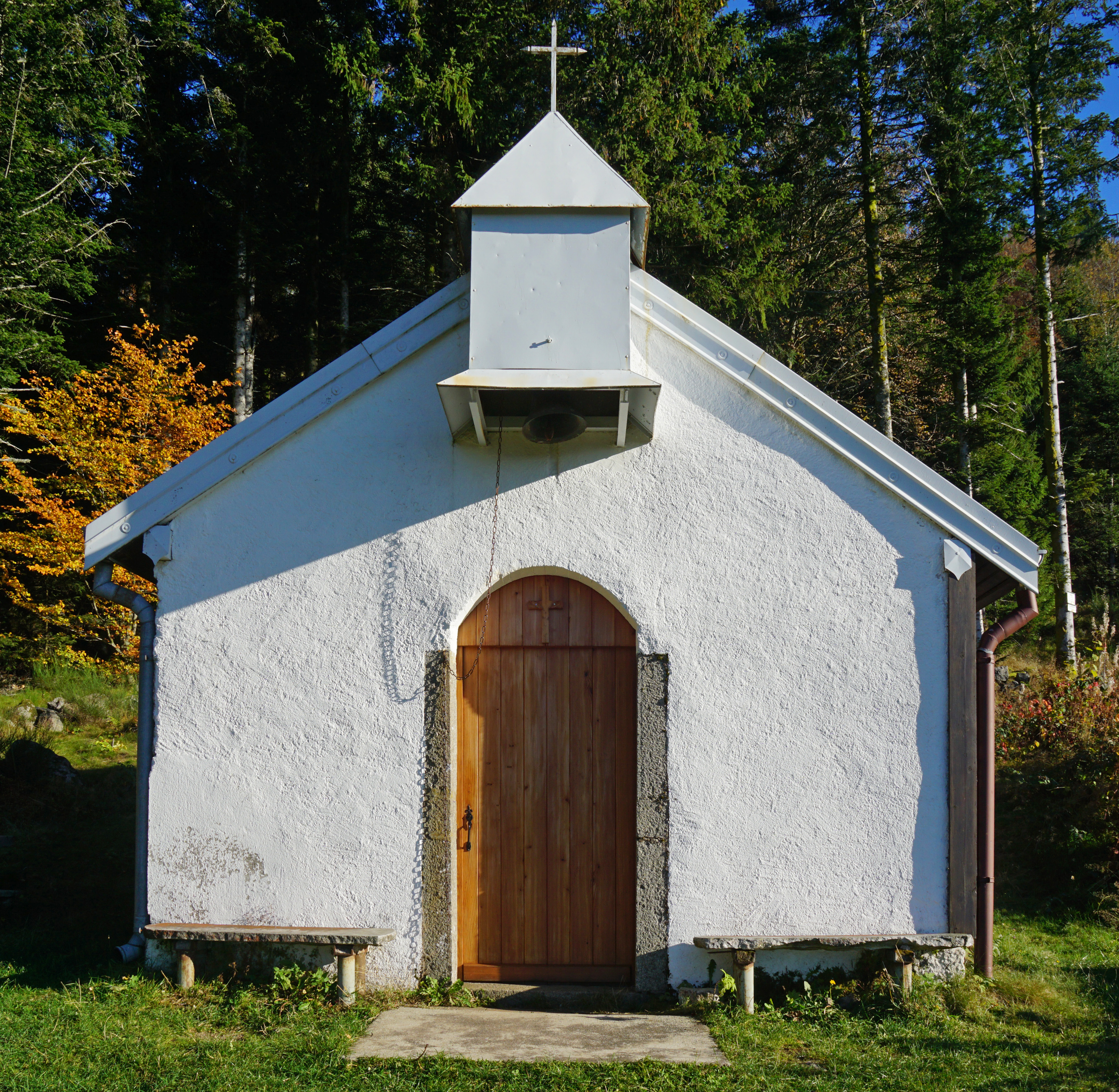
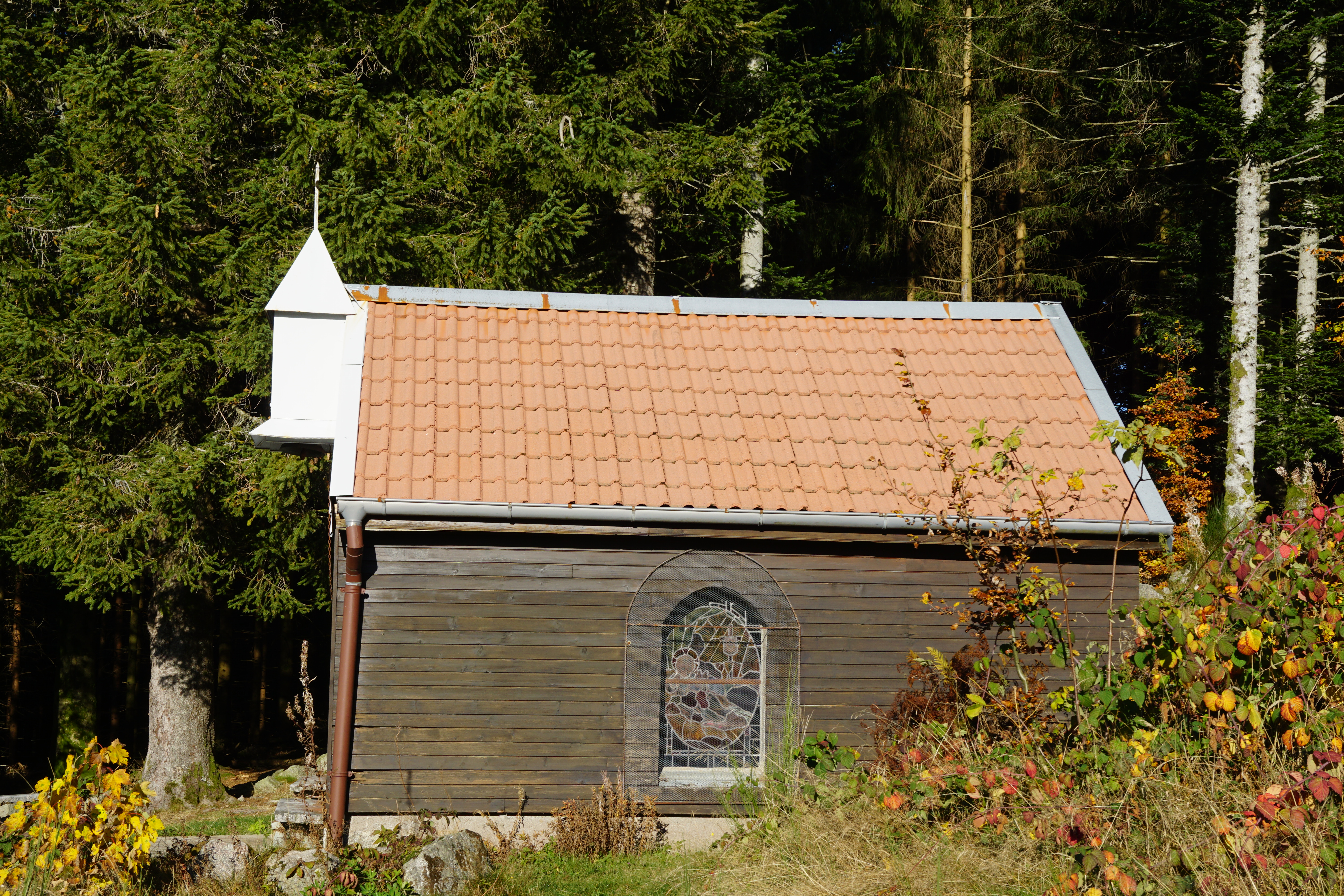
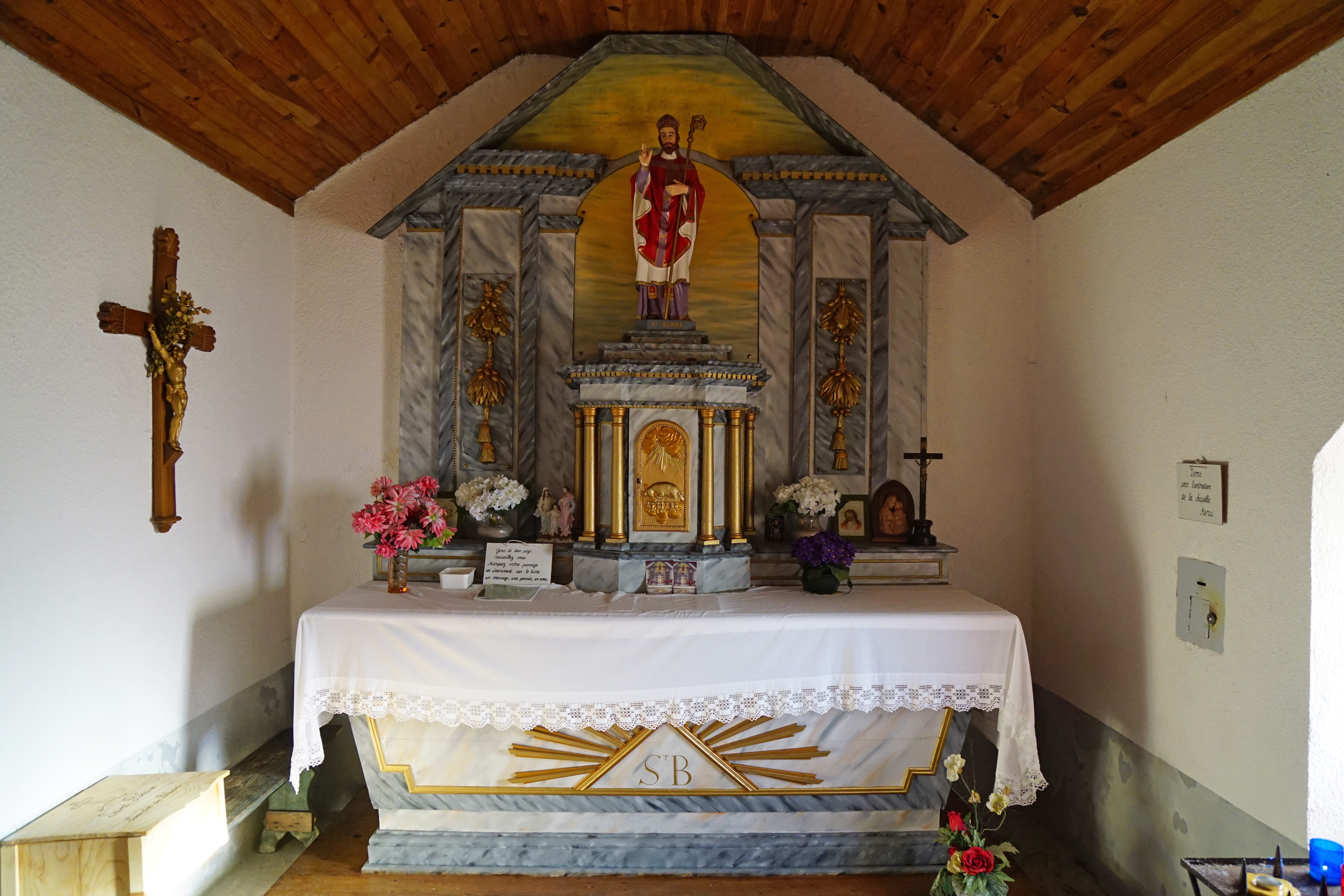
Intérieur de la chapelle Saint-Blaise.
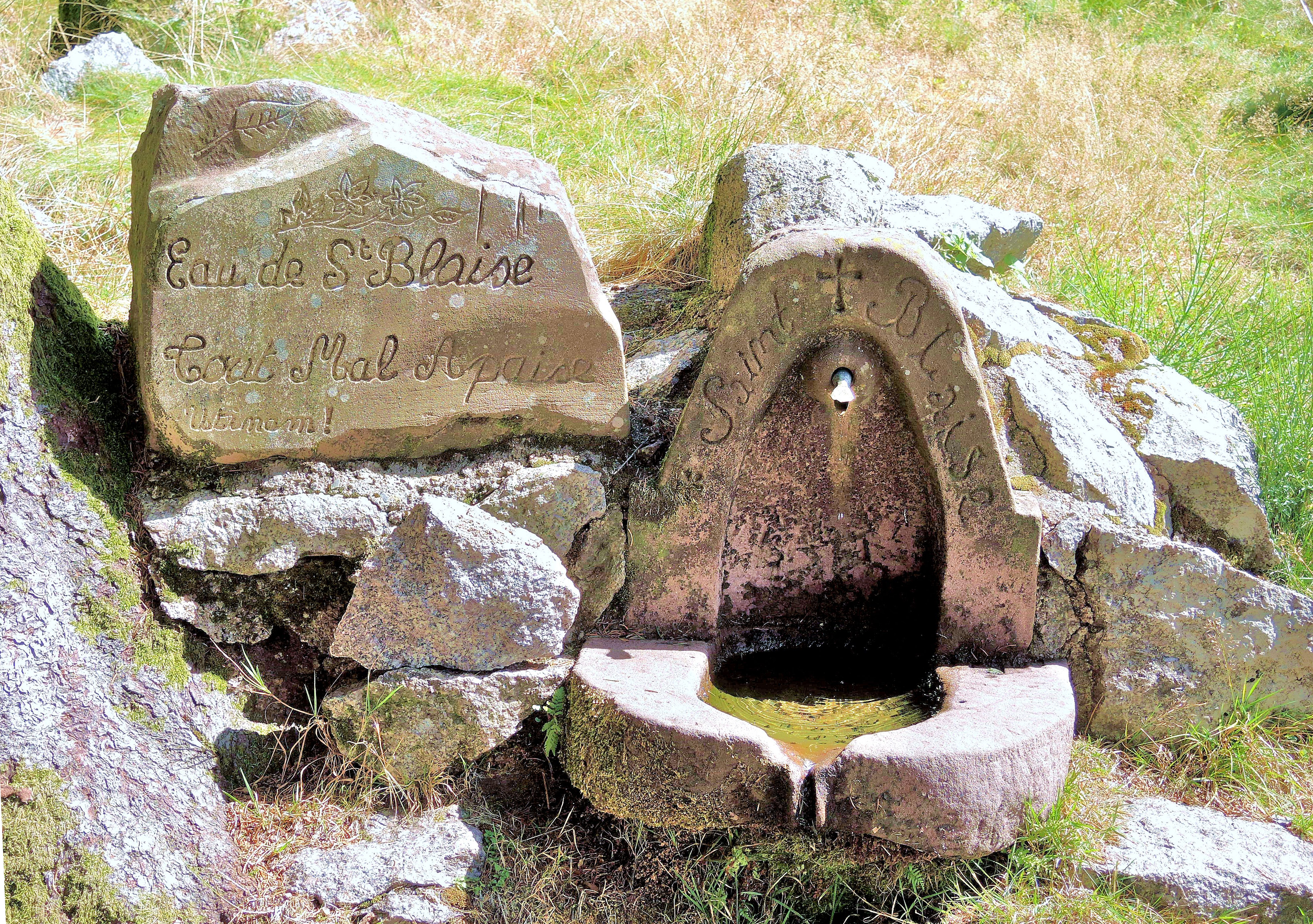
Fontaine Saint-Blaise, près de la chapelle éponyme.

- L'église de Miellin a été construite entre 1849 et 1854 dans un style néo-gothique. Elle possède trois nefs. Ses lustres en verre ont été fabriqués dans la verrerie de Miellin.

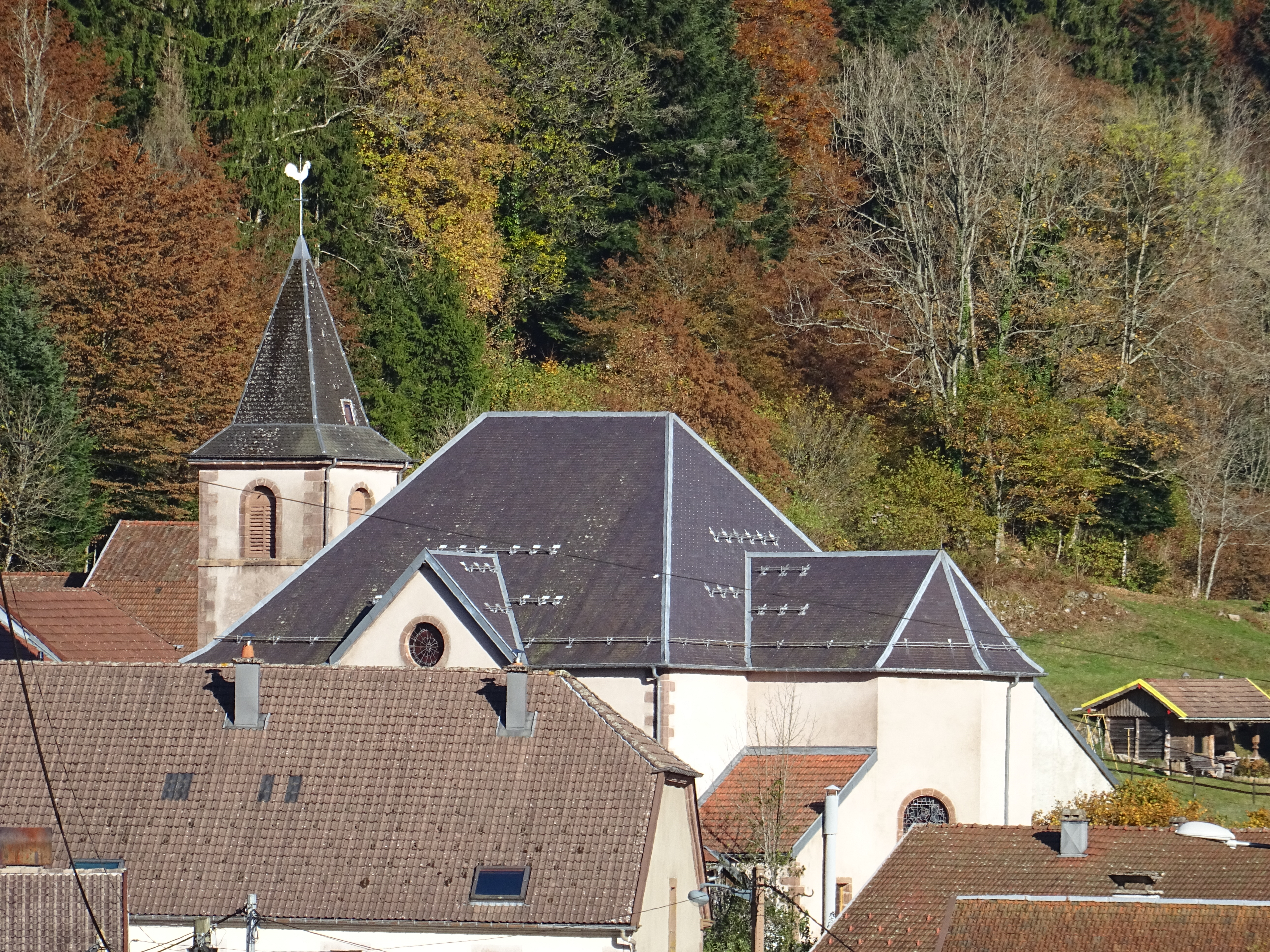
Église de Miellin.
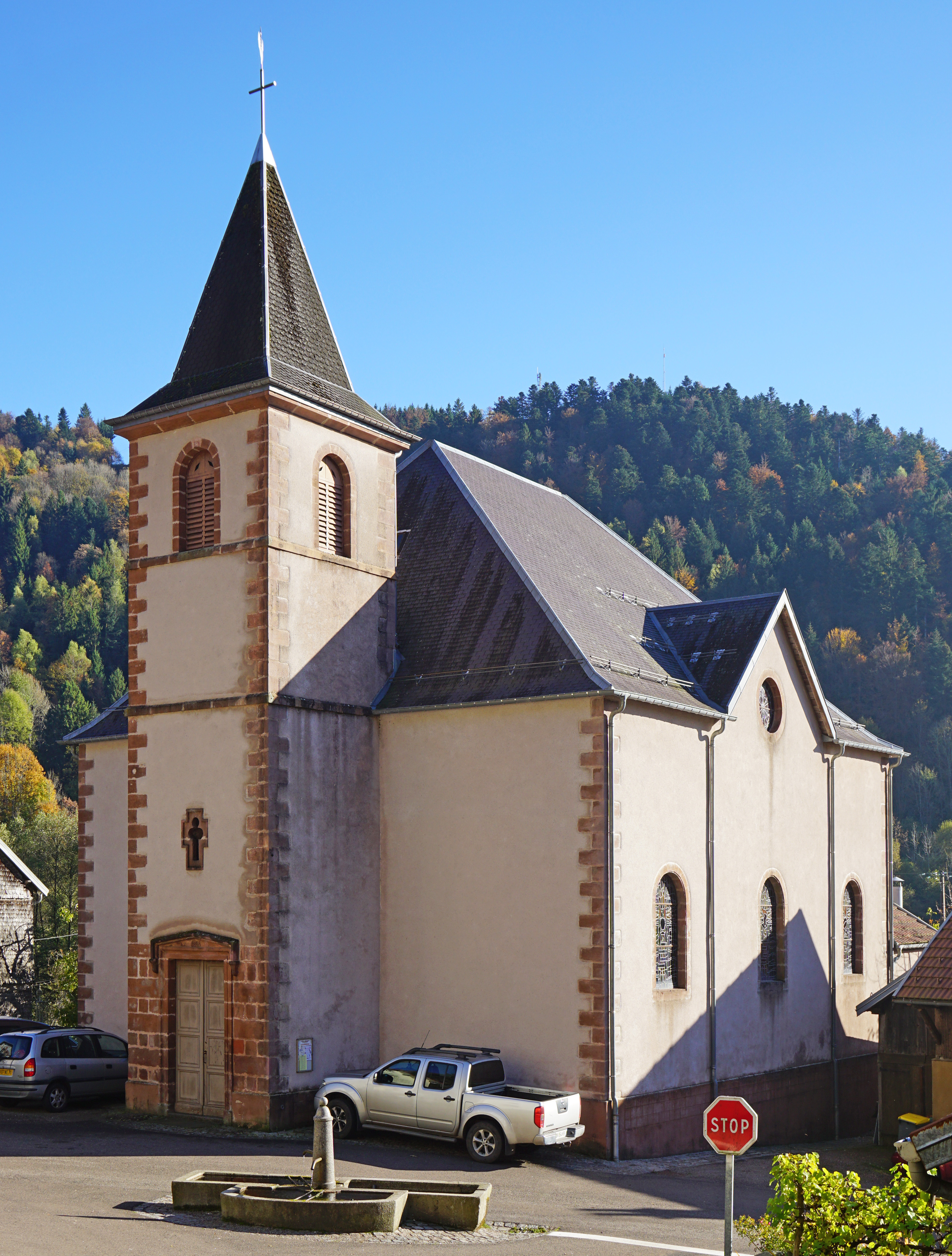
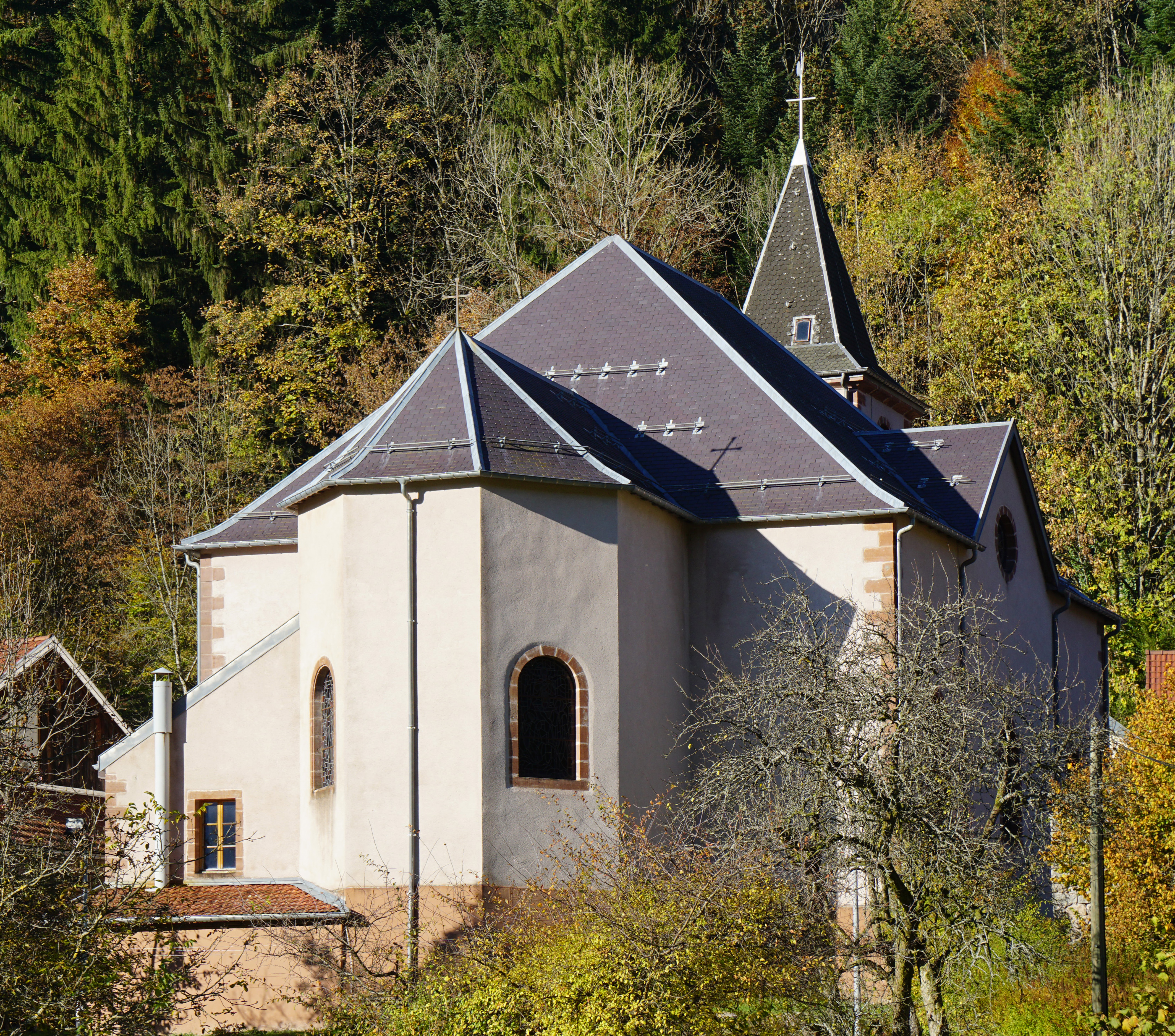
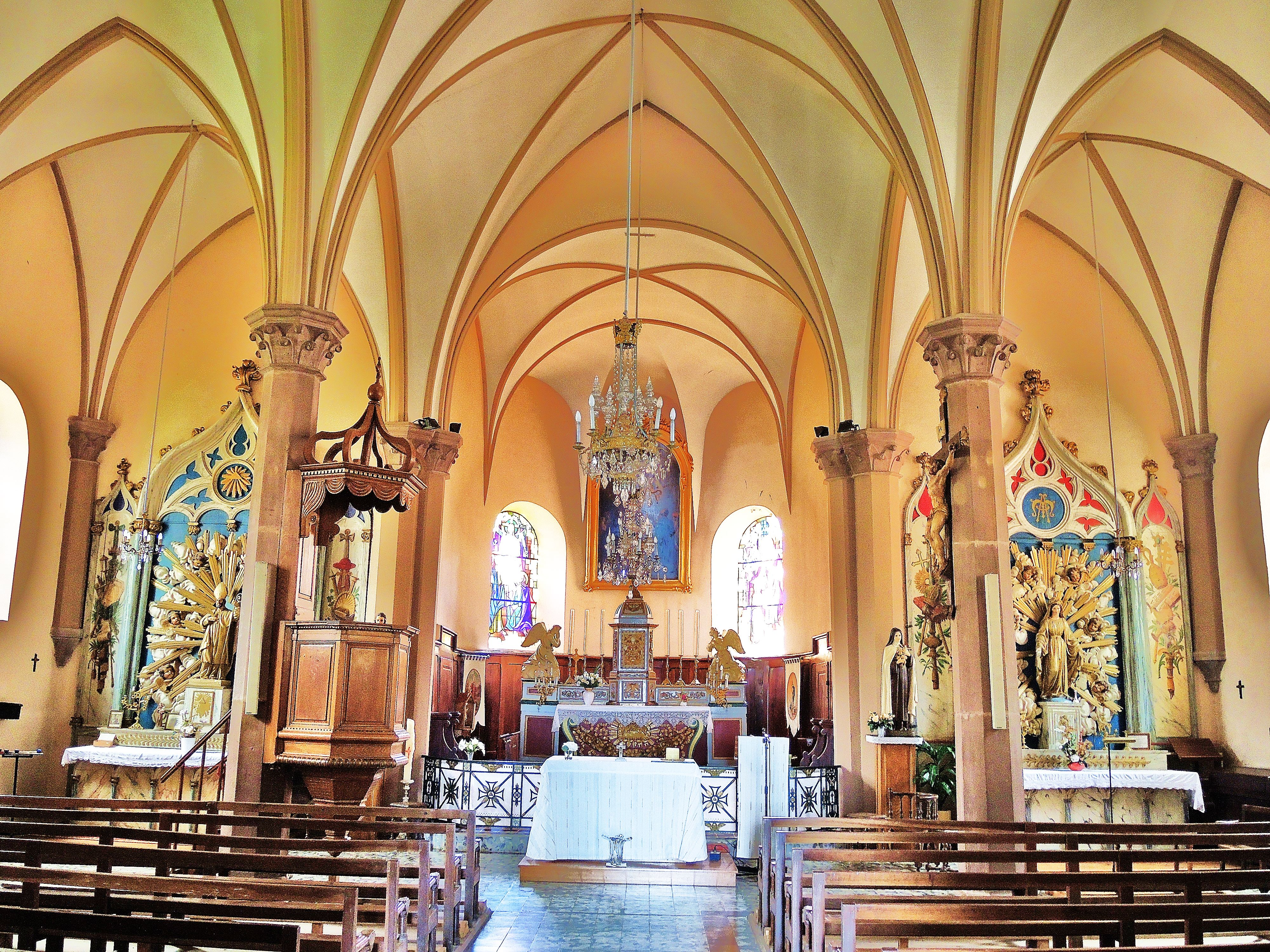
Nef de l'église de Miellin.

- Croix et calvaires
- Plusieurs calvaires sont visibles à Miellin. Les plus anciens datent du XVIIIe siècle. La plupart ont été érigés après la mort violente d'habitants du village.

La commune comprend de nombreuses stèles et monuments rappelant les combats de la Libération de la France ; notamment le monument des Zouaves et celui des démineurs au Champ de la Grange, la stèle Paul Castel et celle de l’aumônier Marcel Corallo, ainsi que la stèle érigée en hommage aux centaines de femmes, enfants et invalides internés au camp de Miellin, érigé le 25 septembre 2011.

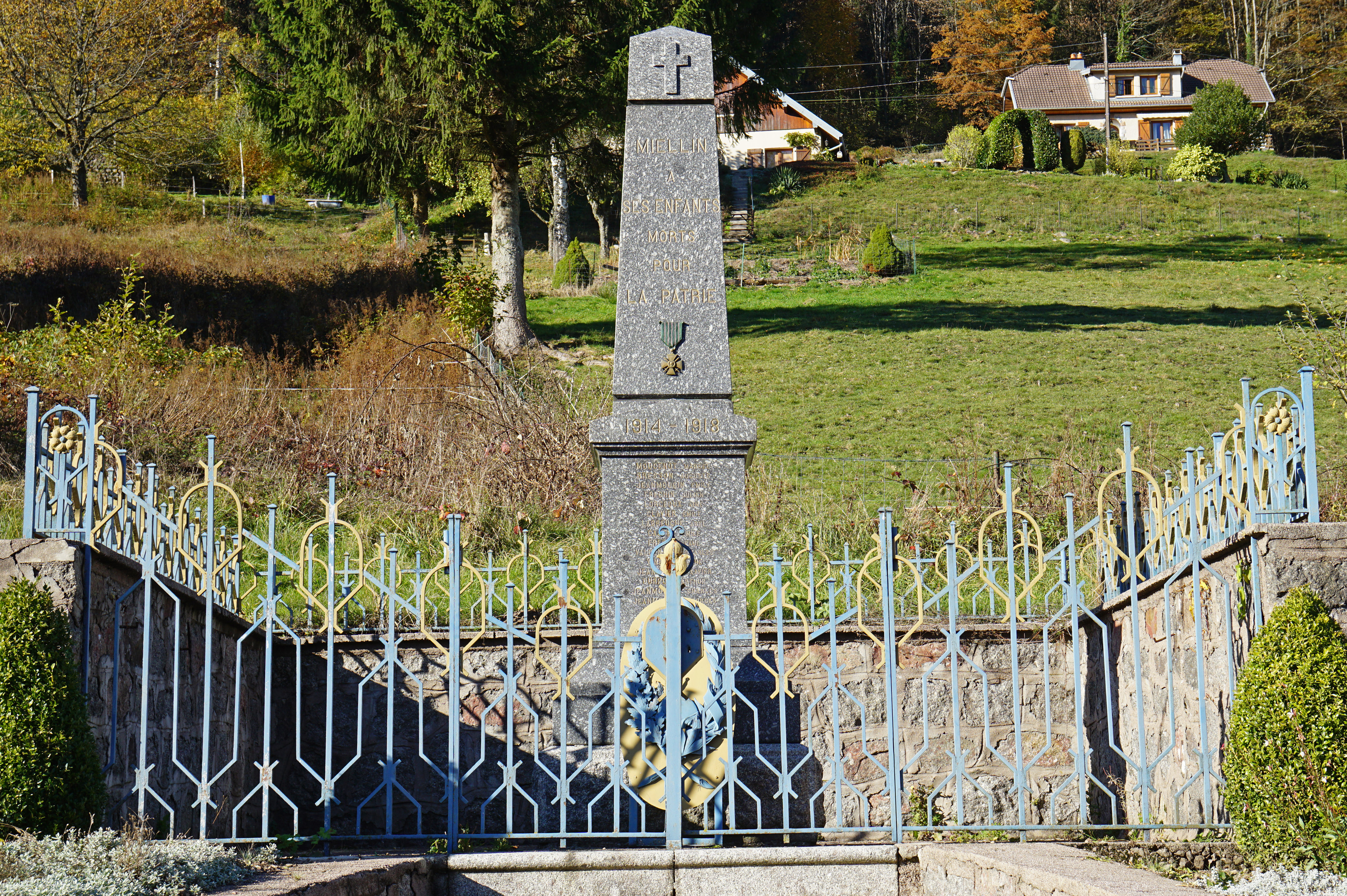
Le monument aux morts.
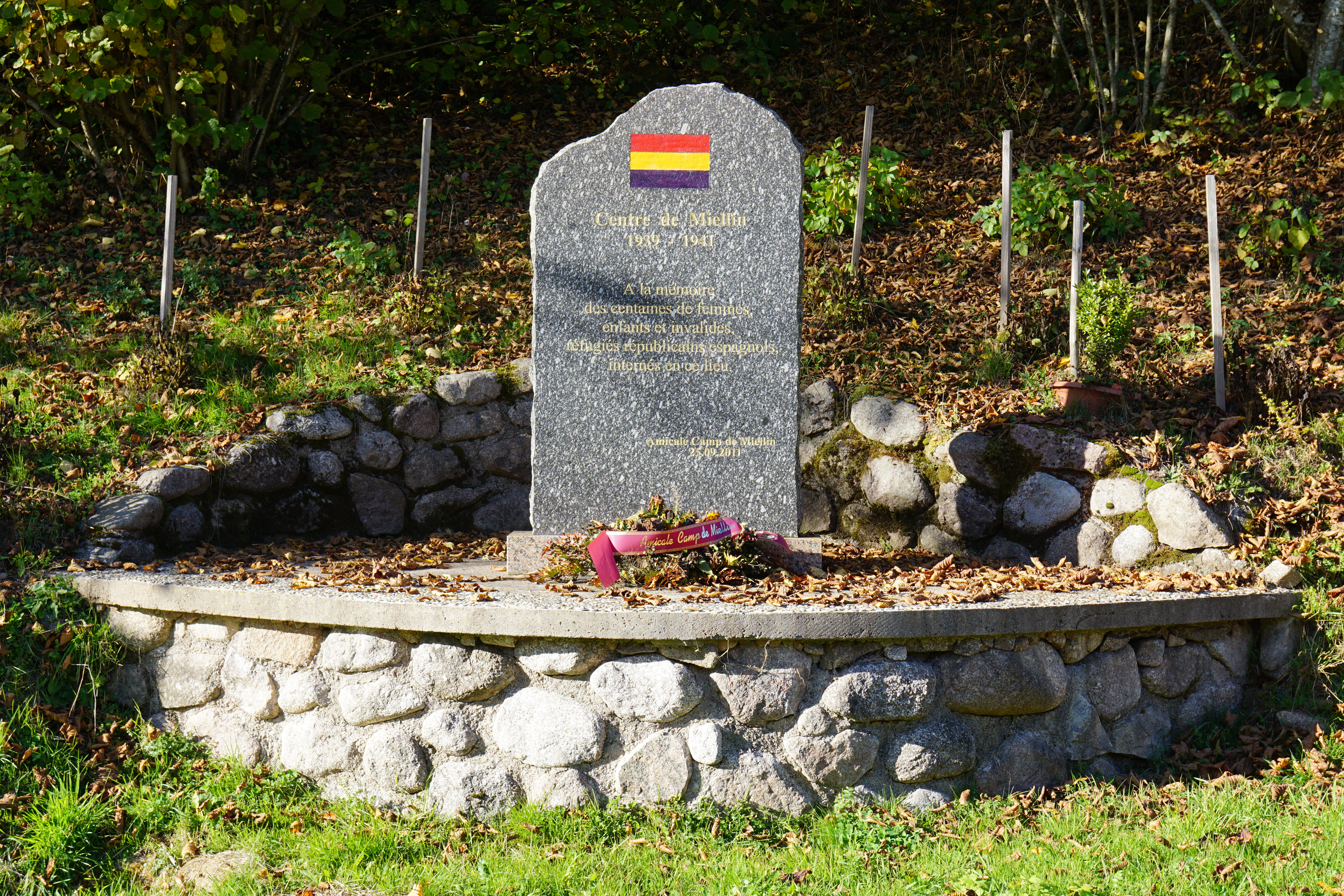
Plaque en mémoire du camp des réfugiés, républicains espagnols.
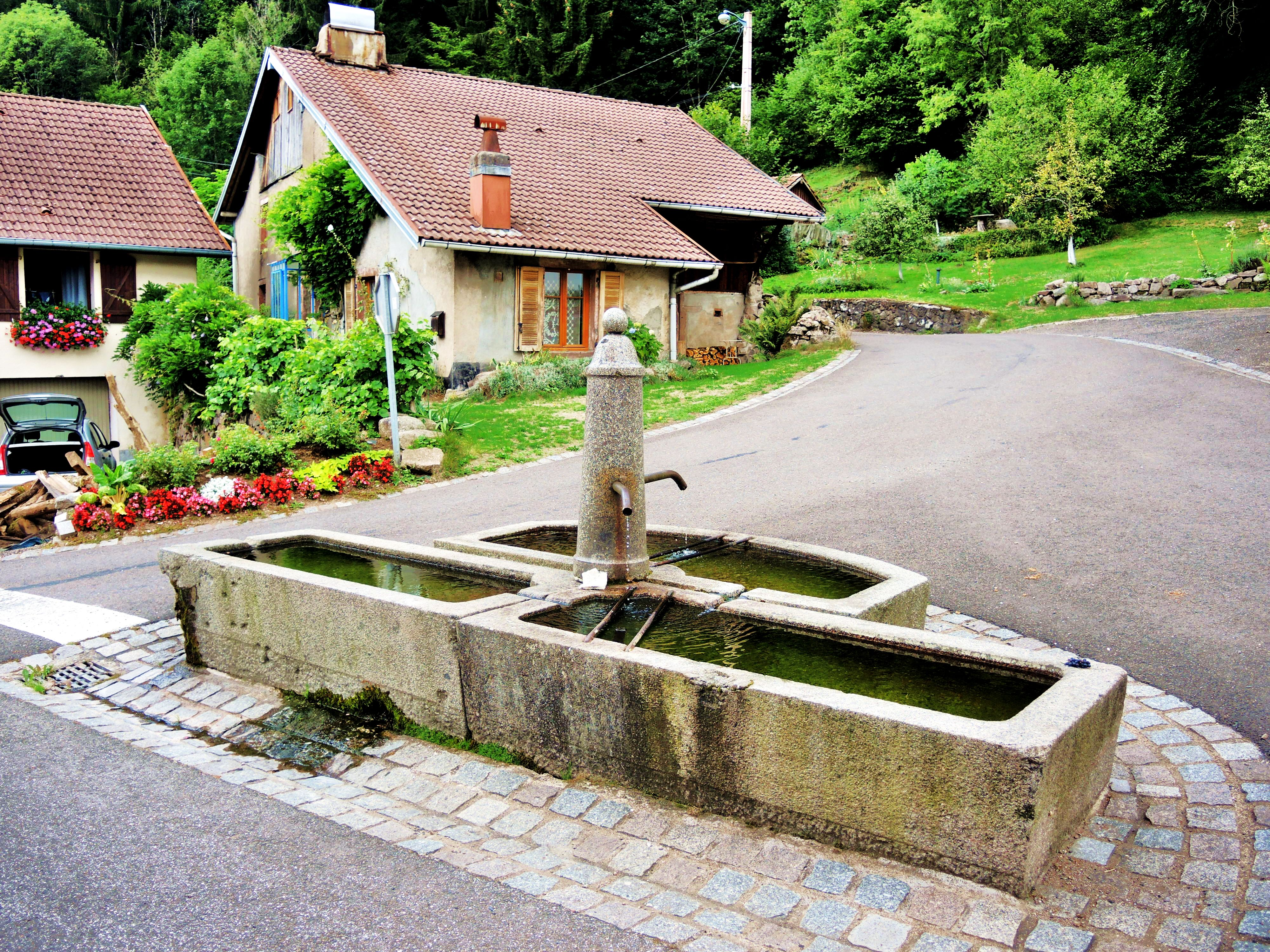
Fontaine du centre.

- Patrimoine industriel :
  - Maison forestière de la Verrerie. La verrerie de Miellin a fonctionné de 1730 à 1837. Elle remplaçait une autre verrerie plus ancienne fondée en 1695, dont on peut encore voir les ruines. Elle était célèbre pour son verre à vitre légèrement teinté de vert, mais fabriquait également toutes sortes d'objets et de vaisselle en verre : bouteilles, gobelets, lustres... Les bâtiments ont accueilli une maison forestière pendant quelques années et sont aujourd'hui abandonnés.
  - Scierie Mougenot[17].
  - Scierie Lamboley[18].

## Compléments